# Градски права в Ниските земи
Градските права са явление в средновековната история на Ниските земи. Един сеньор, обикновено граф, херцог или друг висш благородник, давал на някои от притежаваните от него селища градски права, каквито другите селища са нямали.
В Белгия, Люксембург и Нидерландия едно селище, често с гордост, се нарича „град“, ако в някакъв момент от своята история е получило градски права. Тъй като сегашният брой жители няма връзка с това, съществуват много малки градове. Най-малкият е Ставерден в Нидерландия с 40 жители. В Белгия най-малкият град е Дурбуѝ.

## Обща информация
За да стимулират образуването на градове, феодалите започват да дават привилегии на селища около 1000 г. Целият пакет от привилегии се нарича „градски права“. Градските права правели едно селище интересно за търговците. Това водело до икономически растеж на градовете. Сеньорът печелел от това чрез данъци. Градски права са давани и в замяна на допълнителна подкреп за сеньора на града. Тази подкрепа често се състояла от допълнителни данъци, крайно необходими за скъпите средновековни войни. Първоначално сеньорът съставял управлението на града. Когато градовете натрупват привилегии обаче, и мощта им нараства, няколко града с годините успяват да придобият достатъчна автономия (особено след като е дадена привилегията да строят и защитават градски стени). Някои градове дори успяват да се развият до градове-държави. Нарастващата икономическа и военна мощ, концентрираща се в градовете, води до създаването на много влиятелна класа на заможни търговци.

## Общи градски права

### Привилегии
- Градски стени (правото да се строи и защитава стена около обитаема площ)
- Пазарно право (правото да се прави пазар и да се получават доходи от пазарите)
- Складно право (правото да се складират и монополно да се търгуват определени стоки, често давано само на ограничен брой градове)
- Таксно право (право да се събират такси за използване на пътища, мостове, пристанища и др.)
- Монетно право (право да се секат градски монети)

### Свободи
- Лична свобода (гражданите имали относителна лична свобода в сравнение с негражданите: те не са били субекти на сеньора и притежавали свобода на придвижването) – Оттам и старата поговорка „Stadslucht maakt vrij“ („Градският въздух освобождава“).

### Самоуправление
- Градско самоуправление (заможните граждани понякога можели да избират членове на местната управа)
- Правосъдие и създаване на закони (в своите граници градът можел да притежава голяма степен на автономия)
- Облагане с данъци (правото да се събират данъци)

## Права, дадени на градовете в територията на днешна Белгия
Едно от последните селища, станало град, в Белгия е Генк

## Права, дадени на градовете в територията на днешна Нидерландия
Първото поселение в Нидерландия, получило градски права е Девентер през 956 г. Може да се спори, че някои градове имат по-стари права, например Неймеген, който може да е получил градски права още по време на Римската империя. Друг случай е Ворбург, който е построен на мястото на римското селище Форум Адриани, което получило градски права около 151 г., но Форум Адриани е изоставен в края на 3 век, така че сегашното селище не се смята за непрекъснато продължение на римския град. С края на Средновековието броят на даваните градски права паднал рязко. Голямата роля на търговците позволява Нидерландия да стане първата модерна република през 16 век. Когато няколко важни селища (основно Хага) искали право да се наричат градове, старият обичай бил романтично възроден в началото на 19 век. Последното селище в Нидерландия, получило градски права, е Делфсхавен през 1825 г.

### Край на градските права
Институцията на градските права постепенно загива с развитието и централизацията на националното управление. В Нидерландия последният град, получил реални градски права, както са дефинирани по-горе, е Вилемстад през 1586 г. По време на Република Съединени провинции само Блокзейл получава градски права (през 1672 г.) След Батавската революция през 1795 г. се формират общини по френски модел и градските права са премахнати със закон. Въпреки че те са частично възстановени след 1813 г., градовете не получили отново правомощията, които имали преди: писането на закони и правосъдието са вече част от държавата. След конституцията от 1848 г. и Общинския закон от 1851 г. разликата между градове, градчета и села е заличена завинаги.
Градските права, които са дадени в началото на 19 век (последните на Длефсхавен през 1825 г.) не могат да се сравняват с правата, давани през Средните векове, и са само символични. Градове като Хага и Асен попадат в тази категория, получили правата си през френския период.

### Даване на градски права в хронологичен ред
| - 956 Девентер - 10?? Гронинген - 10?? Ставорен - 1122 Утрехт - 1127 Арденбург - 1183 Бирвлит - 1185 'с-Хертогенбос - 1190 Зютфен - 11?? Хюлст - 1204 Маастрихт - 1213 Аксел - 1213 Гертройденбург - 1217 Миделбьорг - 1220 Дордрехт - 1223 Весткапеле - 1223 Домбург - 1230 Неймеген - 1230 Ойстервейк - 1230 Зволе - 1231 Хардервейк - 1231 Рурмонд - 1232 Синт Йоденроде - 1232 Айндховен - 1233 Елбург - 1233 Граве - 1233 Лохем - 1233 Арнем - 1233 Гендт - 1234 Харлинген - 1236 Кампен - 1237 Дусбург - 1237 Дутинхем - 1237 Остбург - 1242 Света Ана тер Мойден - 1243 Райсен - 1243 Ситард - 1245 Харлем - 1246 Делфт - 1246 'с-Гравензанде - 1248 Омен - 1248 Винкел - 1248 Зирикзе - 1249 Олдензал - 1252 Бреда - 1252 Хаселт - 1254 Алкмар - 1256 или 1258 Ренен - 1259 Амерсфорт - 1260 Вреланд - 1263 Гор - 1263 Вагенинген - 1265 Аудеватер - 1266 Лайден - 1271 Монтфорт - 1271 Нюстат - 1272 Гауда - 1272 Стенберген - 1272 Венло - 1273 Влардинген - 1275 Генемойден - 1275 Схидам - 1276 Сустерен - 1277 Грунло - 1280 Схонховен - 1283 Нюпорт - 1284 Ваудрихем | - 1285 Леуварден - 1289 Медемблик - 1290 Слойс - 1295 Гайн - 1296 Мойден - 1298 Бевервейк - 1298 Докьом - 1298 Ставерден - 1299 Хатем - 12?? Тил - 1300 Амстердам - 1300 Ембрюге - 1300 ок. Нарден - 1303 Айзендайке - 1303 Валвейк - 1306 Бриле - 1312 Гудереде - 1313 Асперен - 1315 Айлст - 1315 Влисинген - 1315 Виринген - 1315 Вейк бай Дюрстеде - 1315 Залтбомел - 1318 Кюлемборг - 1318 Хойсден - 1322 Горинхем - 1322 Амерстол - 1325 Енсхеде - 1325 Отмарсум - 1327 Апингедам - 1327 Стенвейк - 1328 Маасбомел - 1329 Монтфоорт - 1329 Весем - 1331 Айселстайн - 1331 Вилсум - 1333 Делден - 1333 Графхорст - 1336 Вианен - 1340 Ротердам - 1343 Ехт - 1345 Емнес-Бойтен - 1346 Хелмонд - 1347 Берген оп Зоом - 1348 Хойсен - 1349 Батенбург - 1354 Воленхове - 1355 Берликум - 1355 Енкхойзен - 1355 Моникендам - 1355 Вере - 1355 Весп - 1357 Едам - 1357 Хорн - 1357 Клюндерт - 1357 Меген - 1362 Харденберг - 1364 Брук - 1364 Ренен - 1366 Толен - 1371 Генеп - 1372 Вурден - 1372 Хинделопен - 1374 Франекер - 1374 Раймерсвал - 1374 Воркум | - 1375 Боркуло - 1379 'с-Херенберг - 1380 Равенстайн - 1381 Гервлит - 1382 Хагестайн - 1383 Бюнсхотен - 1391 Барн - 1391 Хойкелум - 1394 Алмело - 1395 Бюрен - 1396 Хастрехт - 1398 Нордвейк - 1399 Ос - 13?? Амайде - 1402 Схелинкхаут - 1404 Кепел - 1405 Гус - 1407 Лердам - 1408 Куворден - 1410 Пюрмеренд - 1413 Найкерк - 1414 Абекерк - 1414 Хогвауд - 1414 Хем - 1414 Спанбрук - 1414 Верт - 1414 Вогнум - 1415 Барсингерхорн - 1415 Лангедайк - 1415 Нидорп - 1415 Схаген - 1415 Тесел - 1426 Слотен - 1427 Зевенберген - 1431 Кортгене - 1439 Емнес-Бинен - 1442 Грамсберген - 1452 Валкенбург - 1355 Болсвард - 1456 Снек - 1469 Хенвлит - 1477 Брауерсхавен - 1480 Равенстайн - 1482 Бронкхорст - 1487 Зевенар - 1487 Вилемстад - 1491 Синт Мартенсдайк - 1506 Филипине - 1574 Арнемойден - 1584 Терборг - 1584 Тернойзен - 1586 Вилемстад - 1672 Блокзайл - 1806 Аустерлиц - 1806 'с-Гравенхаге - 1809 Асен - 1809 Мепел - 1809 Остерхаут - 1809 Розендал - 1809 Тилбург - 1812 Заандам - 1814 Маасслойс - 1816 Сас ван Гент - 1819 Делфзайл - 1819 Винсхотен - 1825 Делфсхавен |